# Carebaco-Meisterschaft 1987
Die Carebaco-Meisterschaft 1987 im Badminton fand vom 28. bis zum 30. August 1987 in Kingston in Jamaika statt. Es war die 15. Auflage der Titelkämpfe.

## Finalresultate
| Disziplin    | Sieger                            | Finalist                | Ergebnis         |
| ------------ | --------------------------------- | ----------------------- | ---------------- |
| Herreneinzel | Garth King                        | Robert Richards         | 18–17, 15–5      |
| Dameneinzel  | Debra O’Connor                    | Debbie Bins             | 11–0, 11–5       |
| Herrendoppel | Garth King Robert Richards        | Carl Khan David Lee Kim | 15–11, 15–10     |
| Damendoppel  | Debra O’Connor Beverly Tang Choon | Carol Jones Marie Leyow | 15–5, 17–14      |
| Mixed        | Robert Richards Marie Leyow       | Garth King Carol Jones  | 4–15, 15–3, 15–6 |
| Teams        | Jamaika                           | Trinidad und Tobago     |                  |